# مارك ويلر
مارك ويلر (بالفرنسية: Marc Weller)‏ (27 أكتوبر 1951 بموتزيغ في فرنسا - ) هو لاعب كرة قدم فرنسي في مركز حراسة المرمى. لعب مع نادي أنجيه ونادي باستيا ونادي تولوز ونادي كويمبيريوس.

## وصلات خارجية
- مارك ويلر على موقع قاعدة بيانات كرة القدم.إي يو (الإنجليزية)